# Argyrodes benedicti
Argyrodes benedicti là một loài nhện trong họ Theridiidae.
Loài này thuộc chi Argyrodes. Argyrodes benedicti được miêu tả năm 1988 bởi Lopez.